# Lili (Haut-Mbomou)
Pour les articles homonymes, voir Lili.
Lili est une  commune rurale de la préfecture de Haut-Mbomou, en République centrafricaine. Elle s’étend à l’est de la ville d'Obo. Elle tient son nom de la rivière Lili, affluent du Mbokou.

## Géographie
La commune de Lili est située à l’est de la préfecture de Haut-Mbomou, elle est frontalière du Soudan du Sud et de la république démocratique du Congo. La plupart des villages sont localisés sur l’axe Bambouti – Obo, route nationale RN2. 
|     | Soudan du Sud |               |
| Obo | Lili          | Soudan du Sud |
|     | Congo RDC     |               |

## Villages
Le principal village de la commune est Bambouti, siège de sous-préfecture. 
Située en zone rurale, la commune compte 8 villages recensés en 2003 : Bangbi 2, Bassigbiri, Gafourou, Gbalia, Ikpiro, Kparangbanda, Mopoi, Selim.

## Éducation
La commune compte une école publique.